# 米庫洛夫

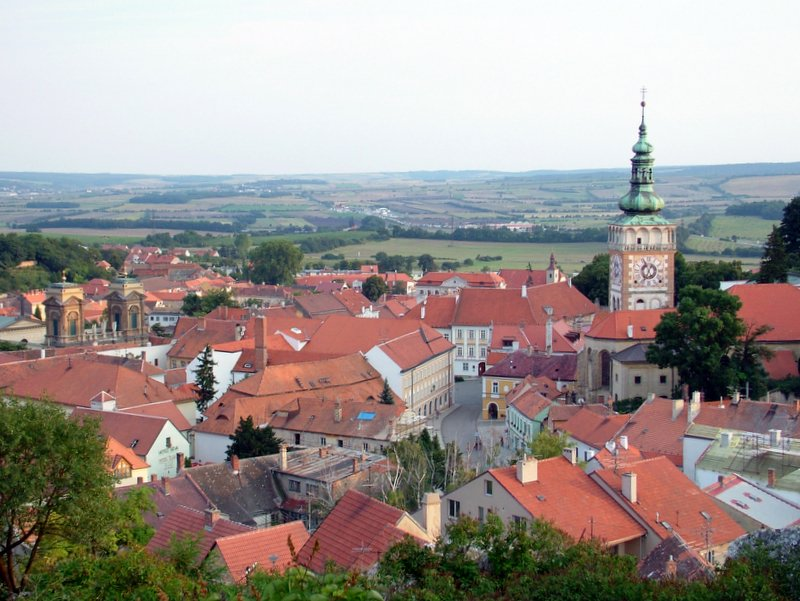
米庫洛夫

米庫洛夫，舊名尼科爾斯堡（德語：Nikolsburg），是捷克的城鎮，位於該國東南部，毗鄰與奧地利接壤的邊境，由南摩拉维亚州負責管轄，面積45.34平方公里，海拔高度242米，2012年人口7,374。

## 友好城市
- 斯洛伐克巴爾代約夫
- 以色列卡茨林（英语：Katzrin）
- 捷克順佩爾克
- 斯洛伐克加蘭塔
- 波蘭圖胡夫
- 奥地利塔亞河畔拉鎮

## 外部連結
- Official Mikulov City Website （页面存档备份，存于）
- Mikulov Regional Museum
- Wine of Czech Republic （页面存档备份，存于）
- Mikulov Tourism Portal （页面存档备份，存于）
- Nikolsburg (Jewish Encyclopedia) （页面存档备份，存于）
- Jewish Nikolsburg Organization （页面存档备份，存于）